# Lew III
Lew III (Lew II) – kaszubski herb szlachecki, odmiana herbu Lew.

## Opis herbu
Opis z wykorzystaniem zasad blazonowania, zaproponowanych przez Alfreda Znamierowskiego:
W polu czerwonym lew złoty wspięty, ukoronowany, trzymający w prawej łapie miecz. Klejnot: nad hełmem w koronie samo godło. Labry błękitne, podbite złotem.

## Najwcześniejsze wzmianki
Herb pojawił się w herbarzu Nowy Siebmacher, znany także ze zbiorów Uwe Kiedrowskiego jako jeden z herbów Kiedrowskich.

## Herbowni
Przemysław Pragert przypuszcza, że tego herbu mogła pierwotnie używać rodzina Kiedrowskich. Tadeusz Gajl wymienia jeszcze tego herbu rodziny Brunicki, Lewiecki i Rusken (Ruski).